# Правило Кейнса — Ремзі
Правило Кейнса — Ремзі — правило оптимальної поведінки споживача в задачі міжчасового вибору. Правило описує оптимальну траєкторію споживання в часі за даного рівня доходу, відсоткової ставки за заощадженнями та суб'єктивної норми дисконтування.
Правило Кейнса — Ремзі пов'язує оптимальні рівні споживання у двох сусідніх періодах часу. Тому воно описує оптимальні траєкторії поведінки споживача в динамічних макроекономічних моделях.
З математичного погляду правило Кейнса — Ремзі є необхідною умовою оптимальності задачі оптимального управління. Воно також відоме під назвою рівняння Ейлера — Лагранжа.

## Історія
Правило Кейнса — Ремзі названо на честь Френка Ремзі та його наставника Джона Мейнарда Кейнса. Ремзі отримав правило 1928 року як результат розв'язування моделі оптимальних збережень. Пізніше ця модель розвинулася в теорію економічного зростання і нині відома під назвою моделі Ремзі — Касса — Купманса. Кейнс допоміг дати економічну інтерпретацію цього правила:
«Заощадження мають бути достатніми для досягнення або тимчасового наближення до точки насичення („точки щастя“), але це не означає, що потрібно зберігати весь наш дохід. Що більше ми зберігаємо, то швидше ми досягаємо насичення, але менше радості ми отримуємо прямо зараз, так що нам доводиться вибирати між тим і іншим. Містер Кейнс показав мені, що правило, яке регулює необхідний обсяг заощаджень, можна відразу вивести із цих міркувань».
Сучасна макроекономіка оперує мікрообґрунтованими моделями, в яких міжчасова задача споживчого вибору аналогічна задачі, сформульованій Ремзі. Вона є основним способом опису споживчої поведінки, тому правило Кейнса — Ремзі в різних модифікаціях є обов'язковим елементом, що описує динаміку в моделях.

## Математичне формулювання правила у неперервному часі
Правило Кейнса — Ремзі формулюється у вигляді такого взаємозв'язку темпу приросту споживання (на душу населення) від різниці між поточною ринковою відсотковою ставкою та коефіцієнтом міжчасових переваг:
{\displaystyle {\frac {\dot {c}}{c}}={\frac {1}{\theta }}(r_{t}-\rho )} ,
де {\displaystyle {\dot {c}}} — похідна споживання на душу населення за часом, відповідно {\displaystyle {\frac {\dot {c}}{c}}} — темп приросту (неперервний) споживання на душу населення за одиницю часу;
{\displaystyle {\theta }=-{\frac {u''(c)}{u'(c)}}c=-{\frac {MU'(c)}{MU(c)}}c=-{\frac {dMU/MU}{dc/c}}} — еластичність граничної корисності за споживанням, узята з протилежним знаком (відносна міра неприйняття ризику Ерроу — Пратта);
{\displaystyle r_{t}} — відсоткова ставка прибутковості активів (вона ж передбачається рівною відсотковій ставці за боргом);
{\displaystyle \rho } — коефіцієнт міжчасової переваги споживача, {\displaystyle \rho >0,\rho =const} .

## Передумови та виведення правила у неперервному часі
Насамперед, модель припускає, що середній індивід максимізує міжчасову функцію корисності такого вигляду
{\displaystyle U=\int _{0}^{\infty }u(c_{t})e^{-\rho t}dt},
де {\displaystyle c_{t}} — споживання індивіда в момент часу {\displaystyle t}; {\displaystyle \rho } — коефіцієнт міжчасової переваги споживача, {\displaystyle \rho >0,\rho =const}.
Максимізація міжчасової функції корисності здійснюється з урахуванням бюджетного обмеження, пов'язаного з доходами індивіда. Доходи за одиницю часу формуються із заробітної плати та доходів від активів (заощаджень) за ринковою відсотковою ставкою. Відповідно, доходи за одиницю часу за мінусом споживання є приростом активів за одиницю часу. Таким чином, бюджетне обмеження має вигляд диференціального рівняння за активами:
{\displaystyle {\dot {a}}=r_{t}a_{t}+w-c_{t}}
У цьому випадку гамільтоніан задачі оптимізації дорівнюватиме
{\displaystyle H=u(c_{t})e^{-\rho t}+\lambda _{t}(r_{t}a_{t}+w-c_{t})}
Необхідні умови оптимальності мають вигляд:
{\displaystyle {\partial H \over \partial c_{t}}=e^{-\rho t}u'(c_{t})-\lambda _{t}=0}
{\displaystyle {\dot {\lambda _{t}}}=-{\partial H \over \partial a_{t}}=-\lambda _{t}r_{t}}
Першу умову можна подати у вигляді
{\displaystyle \ln \lambda _{t}=\ln u'(c_{t})-\rho t}
Диференціюючи цю рівність за часом отримаємо:
{\displaystyle {\dot {\lambda _{t}}}/\lambda _{t}=u''(c_{t})/u''(c_{t}){\dot {c_{t}}}-\rho =-\theta {\dot {c_{t}}}/c_{t}-\rho }
Враховуючи, що за другою умовою {\displaystyle {\dot {\lambda _{t}}}/\lambda _{t}=-r_{t}} отримаємо остаточно
{\displaystyle {\dot {c_{t}}}/c_{t}={1 \over \theta }(r_{t}-\rho )}
Цей результат не зміниться, якщо до моделі додати сталий темп зростання населення і (або) додаткову змінну, від якої залежить функція корисності (зазвичай це «вільний час» індивіда або пропозиція праці).

## Виведення правила в дискретному часі

### Двоперіодне завдання
Споживач розв'язує задачі міжчасового вибору, вибираючи оптимальний рівень споживання в кожному з двох періодів {\displaystyle t=1,2} за заданого рівня доходу в кожному періоді. Цільова функція споживача виглядає так:
{\displaystyle U(C_{1},C_{2})=u(C_{1})+\beta u(C_{2})\to \max _{C_{1},C_{2}}} ,
де {\displaystyle U(\cdot )} — функція корисності; {\displaystyle u(\cdot )} — миттєва (одноперіодна) функція корисності; {\displaystyle C_{1},C_{2}} — рівень споживання у першому та другому періоді; {\displaystyle \beta } — суб'єктивний коефіцієнт дисконтування.
Бюджетне обмеження споживача виглядає так:
{\displaystyle C_{1}+{\frac {C_{2}}{1+r}}\leq Y_{1}+{\frac {Y_{2}}{1+r}}}
де {\displaystyle Y_{1},Y_{2}} — рівень доходу в першому та другому періоді; {\displaystyle r} — відсоткова ставка за заощадженнями, що виступає в ролі ставки дисконтування.
Завдання вирішується методом невизначених множників Лагранжа. Функція Лагранжа для задачі з обмеженням:
{\displaystyle L=u(C_{1})+\beta u(C_{2})+\lambda {\Bigg (}C_{1}+{\frac {C_{2}}{1+r}}-Y_{1}-{\frac {Y_{2}}{1+r}}{\Bigg )}\to \max _{C_{1},C_{2}}}
Умови оптимальності першого порядку (без урахування бюджетного обмеження):
{\displaystyle u'(C_{1})+\lambda =0}
{\displaystyle \beta u'(C_{2})+\lambda {\frac {1}{1+r}}=0}
Звідси випливає правило Кейнса — Ремзі:
{\displaystyle {\frac {u'(C_{1})}{u'(C_{2})}}=\beta (1+r)}

### Загальний випадок
Завдання можна узагальнити на випадок скінченного або нескінченного часового горизонту.
{\displaystyle U=\sum _{t=0}^{T}\beta ^{t}u(C_{t})\to \max _{C_{t}}}
{\displaystyle \sum _{t=0}^{T}{\frac {C_{t}}{(1+r)^{t}}}\leq \sum _{t=0}^{T}{\frac {Y_{t}}{(1+r)^{t}}}}
Завдання розв'язується методом невизначених множників Лагранжа. Функція Лагранжа для задачі з обмеженням:
{\displaystyle L=\sum _{t=0}^{T}\beta ^{t}u(C_{t})+\lambda {\Bigg (}\sum _{t=0}^{T}{\frac {C_{t}}{(1+r)^{t}}}-\sum _{t=0}^{T}{\frac {Y_{t}}{(1+r)^{t}}}{\Bigg )}\to \max _{C_{t}}}
Умови оптимальності першого порядку (без урахування бюджетного обмеження):
{\displaystyle \beta ^{t}u'(C_{t})+\lambda {\frac {1}{(1+r)^{t}}}=0,\quad t=0,1,..,T}
Поділивши умови для сусідніх моментів часу, отримаємо правило Кейнса — Ремзі в загальному вигляді:
{\displaystyle {\frac {u'(C_{t})}{u'(C_{t+1})}}=\beta (1+r)}